# Бескольський сільський округ
Беско́льський сільський округ (каз. Бескөл ауылдық округі, рос. Бескольский сельский округ) — адміністративна одиниця у складі Алакольського району Жетисуської області Казахстану. Адміністративний центр — село Булакти.
Населення — 7910 осіб (2021; 7462 у 2009, 7874 у 1999, 8682 у 1989).
Станом на 1989 рік існували Бескольська селищна рада (смт Бесколь, селища Жаланашколь, Коктума, Роз'їзд № 5, Роз'їзд № 13, Роз'їзд № 100) та Обуховська сільська рада (села Малий Майськ, Обуховка). Пізніше селища Жаланашколь та Коктума передані до складу Достицького сільського округу.

## Склад
До складу округу входять такі населені пункти:
| Населений пункт              | Населення, осіб (1989) | Населення, осіб (1999) | Населення, осіб (2009) | Населення, осіб (2021) |
| ---------------------------- | ---------------------- | ---------------------- | ---------------------- | ---------------------- |
| Бесколь, село                | 2725                   | 3906                   | 3301                   | 4355                   |
| Булакти, село                | 5598                   | 3510                   | 3740                   | 3375                   |
| Каратума, село               | 238                    | 278                    | 100                    | 60                     |
| П'ятий, станційне селище     | 28                     | 47                     | 192                    | 34                     |
| Роз'їзд 13, станційне селище | 40                     | 61                     | 67                     | 57                     |
| Сайхан, станційне селище     | 53                     | 72                     | 62                     | 29                     |